# ウォルター・ベイカー
ウォルター・ベイカー（Walter Ransom Gail Baker、1892年-1960年）は、アメリカ合衆国の電子工学者である。ゼネラル・エレクトリックの副社長やEIAの設計委員長を務めた。連邦通信委員会委員長のジェームズ・ローレンス・フライに勧められ、ベイカーは1940年にNTSCを設立した。

## 伝記
彼は1892年にニューヨーク州ロックポートで生まれ、1916年にスケネクタディのユニオン大学で電子工学を学び卒業した。1919年にはユニオン大学で電子工学の修士号を取り、同年、ゼネラル・エレクトリックに入社して第一次世界大戦中は電波の軍事応用の研究に携わった。1958年IEEEファウンダーズメダル受賞。